# Залізняк (село)
Залізня́к — село в Україні, у Верхньосироватській сільській громаді Сумського району Сумської області. Населення становить 380 осіб. До 2017 орган місцевого самоврядування — Верхньосироватська сільська рада.

## Географія
Село Залізняк розташоване на правому березі річки Сироватка, вище за течією на відстані 3 км розташоване село Хвойне (Краснопільський район), нижче за течією на відстані 1 км розташоване село Верхня Сироватка, на протилежному березі — село Стінка. Село оточене великим лісовим масивом — урочище Старе Захарівське (дуб). Селом тече річка Залізняка з греблею. У селі розташована ботанічна пам'ятка природи «Дерева Паліцина» (в тому числі Сосна Паліцина).

## Історія
Промислове цикорне виробництво в Залізняку зафіксовано ще 1899 року, а у місті Лева на 40 років пізніше. Такого висновку дійшли, досконально вивчивши біографію відомого поміщика і мецената, уродженця Залізняка Бориса Золотницького (1870—1921 рр.), який надавав в оренду землі тогочасному власникові суконної фабрики в Сумах Леву Чорнобильському саме під посіви цикорію (до речі, ще один відомий поміщик кримський караїм Ілля Туршу, який мав у Сумах тютюнову фабрику, сировину для неї також вирощував на орендованих у Залізняка землях).

## Населення

### Мова
Розподіл населення за рідною мовою за даними :
| Мова       | Кількість | Відсоток |
| ---------- | --------- | -------- |
| українська | 362       | 95.26%   |
| російська  | 16        | 4.21%    |
| білоруська | 1         | 0.26%    |
| вірменська | 1         | 0.27%    |
| Усього     | 380       | 100%     |

## Цікаві факти
В селі відроджується вирощування цикорію. 19 червня 2019 року в місцевому парку в центрі села власними силами на честь відомого земляка заклали Золотницьку сотку — грядку цикорію. Висаджена у формі серця, вона по-доброму приречена вже наступного року стати улюбленою фотозоною для туристів і місцевих селян насамперед у дні свят Петра і Павла, коли ця дивовижна рослина з тонким батіжком цвіте небесними кольорами, милуючи око і викликаючи захоплення. Також планується відкриття цикорної бібліотеки-кав'ярні, яка б стала місцем і екскурсій, і відпочинку туристів за чашкою духмяного напою.

## Відомі люди
- Гриценко Петро Трохимович (1908—1945) — військовик, Герой Радянського Союзу.
- Палицин Олександр Олександрович (1749—1816) — просвітник, поет, архітектор, громадський діяч.

Саме Олександр Палицин першим в Україні переклав «Слово о полку Ігоревім», інтерпретував твори багатьох французьких письменників. Він зібрав колекцію картин, книг, офортів, гравюр, що становлять основу скарбів нинішнього Харківського художнього музею, розробив проєкти багатьох поміщицьких садиб і культових споруд у Слобідсько-українській губернії, які й досі слугують місцевим громадам. У другій половині XVIII століття на хуторі Попівка (нині — частина Залізняка) заснував культурно-освітній гурток «Попівська академія».
В середині 1980-х група ентузіастів заснувати «Палицинську академію», яка б продовжила традиції Попівської. А водночас взяти під опіку могили Олександра Палицина та його дружини Євдокії, біля яких ростуть свідки того часу — древні дуб, каштан і сосна віком від 200 до 300 років, а також пам'ятку природи «Озеро Журавлине», яке з'явилося у кратері від метеоритного удару в 1740 році; вцілілі будівлі, зведені наприкінці XVIII — початку XIX століть за кресленнями Олександра Палицина, чимало інших об'єктів, що становлять історичну цінність.